# Ellen Kleman
Ellen Emma Augusta Kleman (Karlskrona, 1867–1943) fue una escritora sueca, editora de periódicos y activista por los derechos de las mujeres. A partir de 1907 fue redactora de Dagny, revista de apoyo al movimiento feminista, sustituida en 1914 por Hertha, que también editó hasta 1932. 

## Trayectoria
Nacida en Karlskrona en 1867, Ellen Emma Augusta Kleman era hija de Johanna Augusta Grahm (1825-1904) y del comandante Carl Kleman (1820-1872). Su hermana mayor, Anna Kleman (1862-1940), también participó activamente en el movimiento feminista. Tras asistir a la escuela de niñas en Karlskrona, trabajó en Uppsala y Estocolmo.
Fue una feminista convencida. En 1907, se convirtió en editora de Dagny, el principal órgano del feminismo sueco. Ella misma escribió muchos de los artículos, incluidos relatos de convenciones de mujeres y biografías de mujeres notables. Cuando Dagny dejó de publicarse en 1913, se convirtió en la editora de su sucesor, Hertha, de 1914 a 1932. En 1921, formó parte de la junta directiva de la Asociación Fredrika Bremer, la organización sueca feminista, y presidió su capítulo de Estocolmo entre 1922 y 1931.
Interesa por la fundadora de la asociación, Fredrika Bremer (1801-1865), publicó una colección de ensayos sobre ella. Junto con su pareja Klara Johanson, con la que vivió desde 1912 hasta su muerte, publicaron cuatro volúmenes de cartas de Bremer.
Además de sus escritos sobre el movimiento feminista, Kleman publicó una novela histórica titulada Fabian Wendts hustru (La esposa de Fabian Wendt) sobre mujeres que han sido manipuladas y guiadas por otros, sin ninguna oportunidad de crecer por sí mismas.

## Reconocimientos
En 1942, Kleman fue honrada con la medalla Illis Quorum, el máximo galardón otorgado a un ciudadano sueco.